# Ruelle des Hébrard
La ruelle des Hébrard est une voie située dans le quartier de Bercy du 12e arrondissement de Paris.

## Origine du nom
Cette voie privée tient son nom d'un propriétaire foncier local.

## Historique
Elle était initialement appelée « ruelle des Jardiniers ». 

## Bâtiments remarquables et lieux de mémoire
- La ruelle, perpendiculaire à la rue du Charolais débouche sur le viaduc des Arts.